# Асен Ведров
Асен Иванов Шудров с псевдоним Ведров е български поет, преводач и новинар.

## Биография
Роден е на 16 юни 1914 година в град Видин. Започва да учи литература в Софийския университет. Членува в РМС.
В края на октомври в дома му на улица „Люлин“ в София се основава Македонският литературен кръжок. В него още са Никола Вапцаров, Михаил Сматракалев, Венко Марковски, Коле Неделковски, Георги Абаджиев, Васил Ивановски, Антон Великов, Димитър Стефанов, Димитър Шарланджиев, Васил Александров, Георги Деспотов, Кирил Николов и Антон Попов. Сътрудничи на вестниците „Жар“, „Младежки преглед“, „Академик“, „Литературен критик“, „Нова камбана“, „Съвременик“, „Жажда“. Приготвя стихосбирка за отпечатване, която е унищожена през 1939 година.
По-късно преустановява контактите си с кръжока. Умира при нещастен случай.